# Knud Vermehren
Knud Frederik Rasmus Vermehren (ur. 19 grudnia 1890 w Kopenhadze, zm. 1 stycznia 1985 w Gentofte) – duński gimnastyk, medalista olimpijski.
W 1920 r. reprezentował barwy Danii na letnich igrzyskach olimpijskich w Antwerpii, zdobywając złoty medal w ćwiczeniach wolnych drużynowo.